# Kærlighed giver pote
|  | Denne artikel er oprettet af botten Steenthbot ud fra en ekstern database. Den kan derfor have sproglige fejl eller mangler. Denne skabelon kan fjernes efter kontrol af indholdet. |

Kærlighed giver pote er en dansk kortfilm fra 2021 instrueret af Albert Morel.

## Handling
Dyrepasseren Hans-Erik arbejder på et dyreinternat og er kørt fast i dagligdagens magelige hamsterhjul. Men da internatet pludselig opkøbes, må han brat søge hjælp hos karrierecoachen Mona for at redde sit job. Mødet med Mona vender alting på hovedet for Hans-Erik, og han indser, at der måske er noget, der er vigtigere end jobbet.

## Medvirkende
- Joen Højerslev
- Laura Bro